# 拉帕 (巴西)
拉帕（葡萄牙語：Lapa）是巴西巴拉那州的一个市镇。总面积2045.893平方公里，总人口42906人，人口密度21人/平方公里。